# Czartoryskipaleis

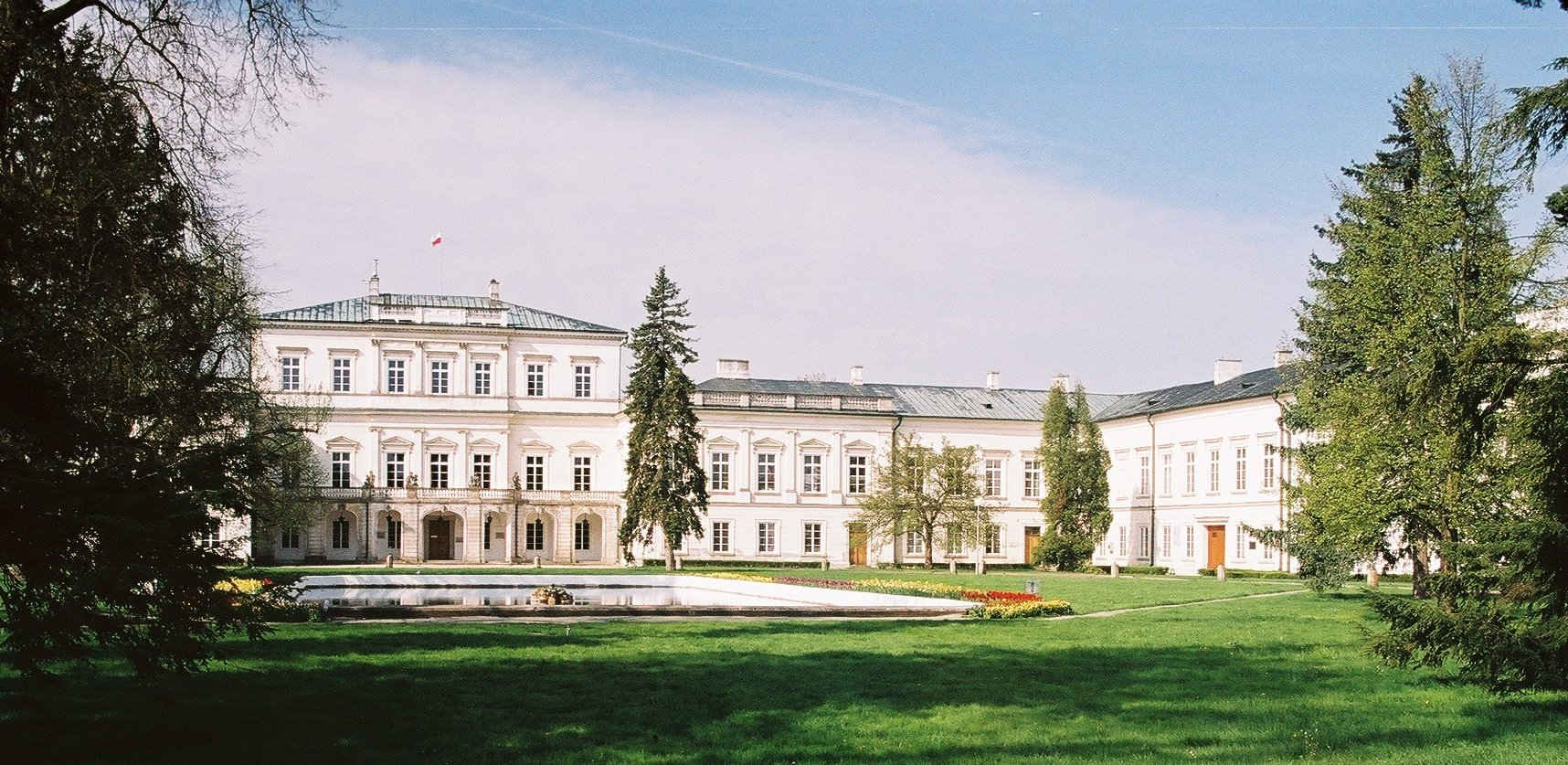
Czartoryskipaleis

Het Czartoryskipaleis (Pools: Pałac Czartoryskich) is een paleis in Puławy, een stad in de Poolse provincie Lubelskie, en gelegen nabij Kazimierz Dolny. Bij het paleis bevindt zich een paleispark (Czartoryskipark, Park Czartoryskich) met een oppervlakte van 30 hectare. 

## Geschiedenis

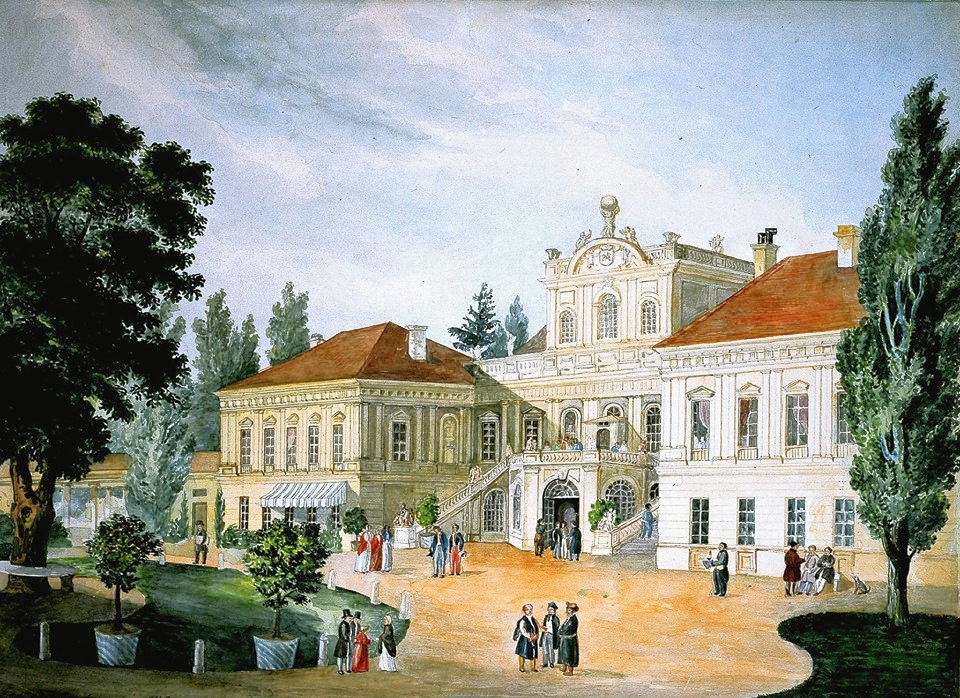
Czartoryskipaleis op een aquarel uit 1842

Het eerste paleis op deze plek werd tussen 1671-1679 gebouwd in opdracht van Stanisław Herakliusz Lubomirski, Maarschalk van de Kroon, naar een ontwerp van de Nederlander Tielman van Gameren in barokke stijl. Het gebouw was deels versterkt. Bij het paleis werd een tuin aangelegd. In 1706 werd het paleis verbrand door de Zweden, Vanaf 1731 viel Puławy onder de heerschappij van de familie Czartoryski en in dat jaar werd een begin gemaakt van de bouw van een nieuw paleis in rococostijl op bevel van  prins Augustus Aleksander Czartoryski en Maria Zofia Sieniawska. Izabela Czartoryska (1746-1835) begon met de vormgeving van het park in de Engelse stijl, zodat er veel tuingebouwen en beelden in het park zijn. In deze staat is het park tot vandaag bewaard.
De heerschappij van Czartoryski over Puławy eindigde met de Novemberopstand van 1830-31. Hierna raakten het paleis en het park in verval. Vanaf 1842 vestigden verschillende instituten zich in het paleis. In 1858 verwoestte een brand het centrale deel van het paleis. Op de plek van de gouden zaal werd een gotische katholieke kapel gebouwd. Het grootste deel van het paleis is thans toegankelijk voor toeristen.

## Park
Het Czartoryskipark ligt op het hoogland van Lublin en beslaat een oppervlakte van 30 hectare. Hier komt een heel groot niveauverschil voor en het terrein is zeer onregelmatig. In het park bevindt zich een binnenwater dat een fragment is van de voormalige rivierbedding van de Wisła. Nu doet het dienst als uitstroom van regenwater. Het wordt gekenmerkt door natuurlijkheid, onregelmatigheid en een gebrek aan grenzen tussen het park en de natuur. Op dit terrein bevinden zich ook vele grotten die uitgehouwen zijn in de hellingen. In het park zijn er naast de prachtige natuur veel historische gebouwen uit de 17e en 18e eeuw. Sommige monumenten en gebouwen werden reeds herhaaldelijk vernieuwd of gereconstrueerd maar de meerderheid bleef intact.  In het park bevinden zich monumenten zoals de Tempel van de Sibille, het Gotische Huis, het Paleis van Marynka, het Gele Huis, het Griekse Huis, de Engelse Trappen en de Romeinse Poort.

### De Tempel van de Sibille
De Tempel van de Sibille is een rond gebouw dat in 1798-1801 werd gebouwd door Christian Aigner als een kopie van de Tempel van Vesta in Tivoli, in de buurt van Rome. Het is het eerste Poolse nationale museum, omdat hertogin Izabela Czartoryska er familiestukken van Czartoryski, Lubomirski en Sieniawski en ook aandenkens aan historische figuren verzamelde. Het waren herinneringen aan de moeilijke geschiedenis van Polen. Het museum is vandaag open en toegankelijk voor bezoekers.

### Het Gotische Huis
Het Gotische Huis is het kleine neogotische gebouw dat in 1800-1809 op de fundamenten van het barokke tuinpaviljoen ontstond. Het werd voor de komst van prins Józef Poniatowski geopend. In 1809 werd het door Christian Aigner verbouwd om nationale aandenkens en buitenlandse tentoonstellingsstukken tentoon te stellen. De muren waren met de overblijfselen van beelden en stenen uit verschillende tijdperken versierd.  Nu worden er collecties van Europese kunst opgeslagen. Het Gotische Huis is een onderdeel van het Regionale Museum in Puławy.

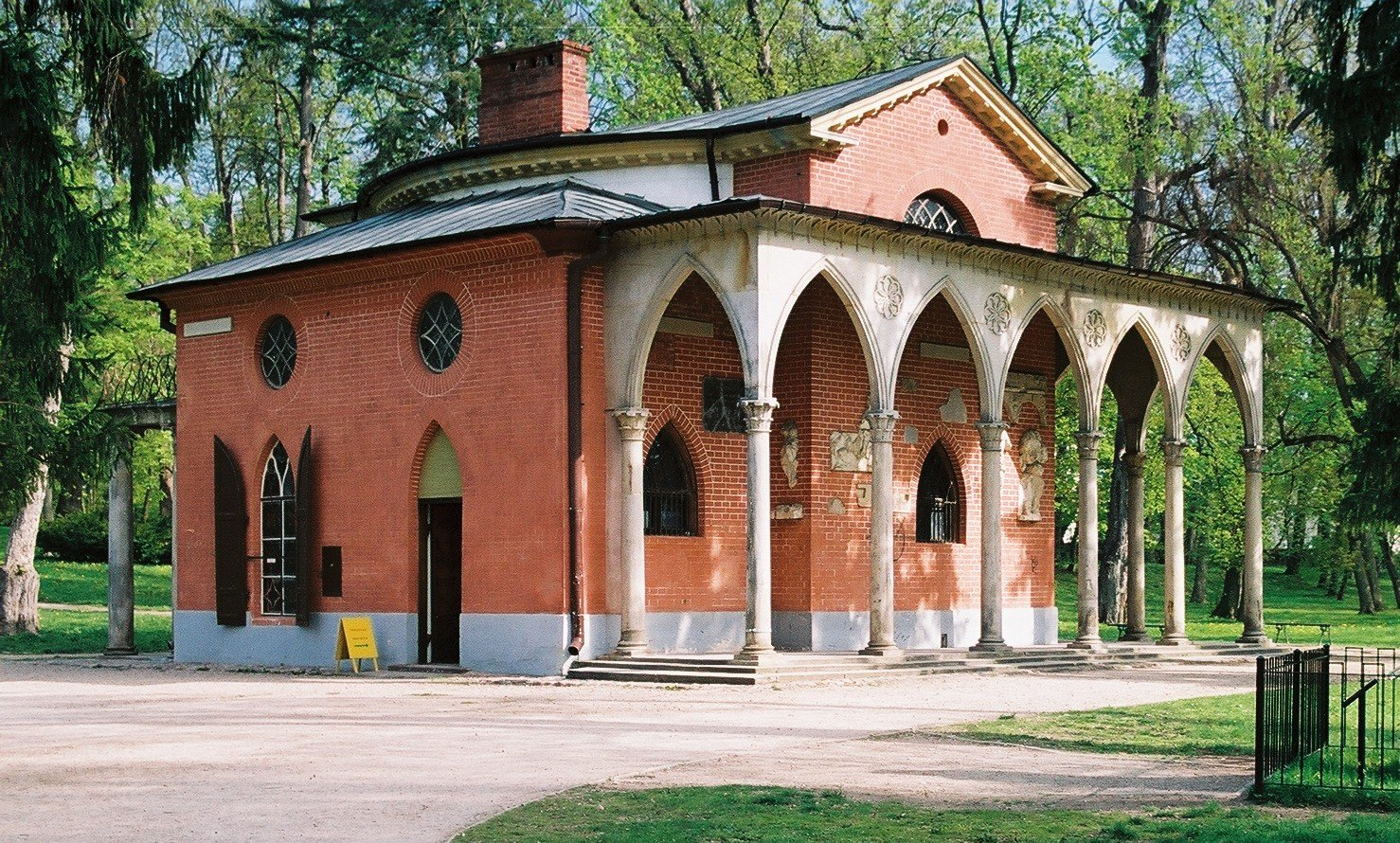
Het Gotische Huis
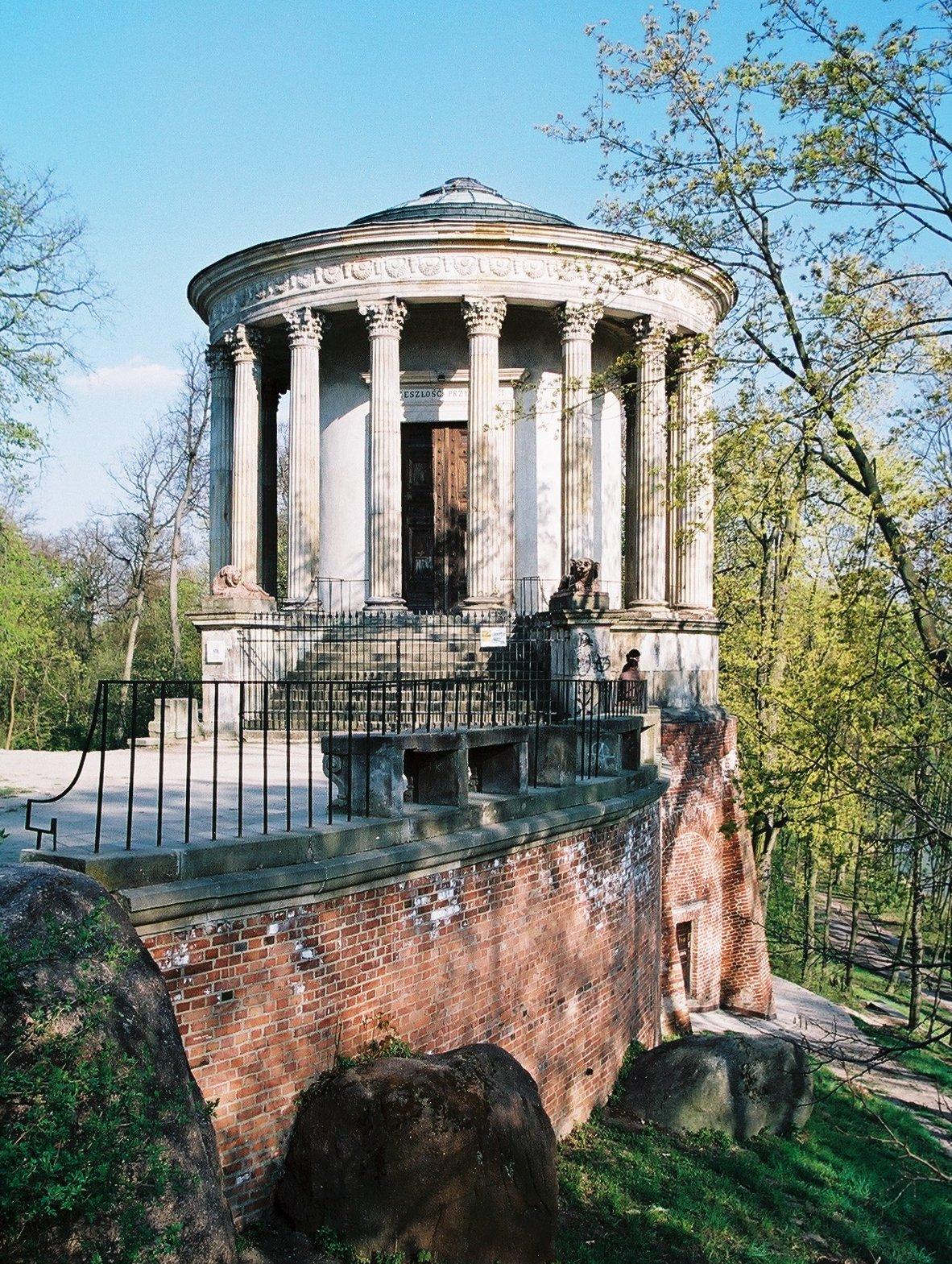
De Tempel van de Sibille